# Yakari

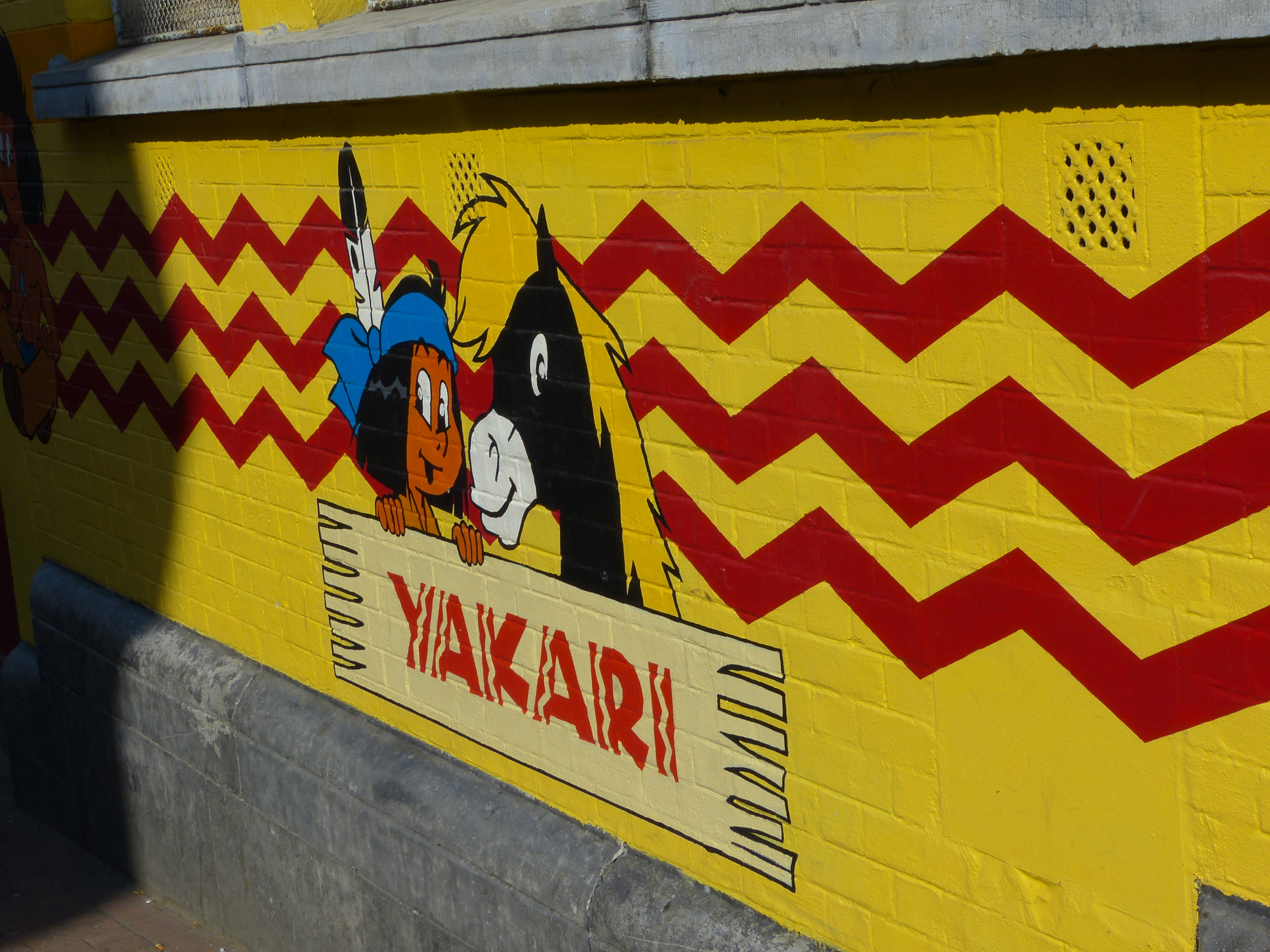
Wandgemälde von Yakari in Brüssel

Yakari ist der Held einer gleichnamigen Comicreihe, die vom Texter André Jobin (Job) und dem Zeichner Claude de Ribaupierre (Derib) erfunden wurde. Der erste Comic erschien am 12. Dezember 1969 in der in der Romandie erschienenen Schulzeitschrift Le Crapaud à lunettes. Ab Band 40 übernahm Joris Chamblain die komplette Arbeit am Szenario.

## Inhalt
Hauptfigur ist der kleine Junge vom Stamm der Sioux Yakari, der eines Tages bemerkt, dass er mit Tieren sprechen kann. Sein bester Freund ist sein Pferd Kleiner Donner. Als Beschützer fungiert sein Totemtier, Großer Adler. Mit ihm und seinen menschlichen Freunden erlebt er viele Abenteuer, in denen die nordamerikanische Tierwelt eine wichtige Rolle spielt. Der Comic richtet sich hauptsächlich an Kinder, spricht aber vielfach auch Erwachsene an.

## Figuren

### Menschen
- Yakari, der Protagonist der Geschichten, ist ein junger Sioux. Er fällt vor allem wegen seiner großen Liebe zur Natur und zu den Tieren auf. Als einziger im Stamm besitzt er die Fähigkeit, mit Tieren zu sprechen. Diese Fähigkeit hat er von Großer Adler, seinem Totem, erhalten. Dadurch gewann er in der Vergangenheit viele Freunde und Verbündete unter den Waldbewohnern. Yakari trägt ein fransenbesetztes Lederhemd, eine rote Lederhose und einen Lendenschurz, außerdem Mokassins oder Sandalen. Sein Markenzeichen ist eine Feder, die immer in seinem Haar steckt. Er kleidet sich somit im Stil der Prärie-Indianer. Yakari ist der einzige Indianer, dessen Name keine weitere Bedeutung hat.
- Regenbogen ist ein Mädchen der Indigenen Völker Nordamerikas und Yakaris beste Freundin. Sie ist ungefähr so alt wie er und begleitet ihn sehr oft auf seinen Abenteuern. Regenbogen trägt meist einen Rock  und eine Kette.
- Kühner Blick ist Yakaris Vater, der Häuptling des Stammes und Yakaris großes Vorbild. Kühner Blick gilt als großer Jäger und stolzer Kämpfer, im Gegensatz zu dem anfangs eher tollpatschigen Yakari. Er ist ein guter und verständnisvoller Vater, der sehr an seiner Familie hängt. Kühner Blick trägt meist schlichte Ketten um den Hals, Lederhose und einen Lendenschurz.
- Der-der-alles-weiß ist der Medizinmann (Schamane) in Yakaris Dorf und gilt als offen gegenüber anderen Menschen. Er trägt das  traditionelle Kleid der Medizinmänner der Sioux und meist ein Fell mit Büffelhörnern auf dem Kopf.
- Kleiner Dachs ist ein Indianerjunge und ein Freund von Yakari, der davon träumt, ein großer Jäger und Krieger zu werden und seinen Mut zu beweisen. Er besitzt zweifellos großes Talent im Bogenschießen. Meist trägt Kleiner Dachs gelbe Lederhosen, einen blauen Lendenschurz und Mokassins.
- Stiller Fels ist der Stammesälteste von Yakaris Dorf. Er trainiert die jungen Krieger und erzählt ihnen gerne Geschichten von früher. Er gilt als herzensguter Mensch, der sich hin und wieder gerne ein Späßchen mit den jungen Kriegern erlaubt. Stiller Fels trägt meist ein Fell und geht am Stock.
- Schnelle Schildkröte ist die Stammesälteste und Yakaris Großmutter. Sie und Stiller Fels sind seit frühester Kindheit gute Freunde und erzählen den Kindern oftmals Geschichten von früher über große Krieger und seltsame Begebenheiten.
- Schimmernde Zöpfe ist Yakaris Mutter. Sie ist meist gut aufgelegt, eine ausgezeichnete Köchin und gute Heilerin.
- Gespannter Bogen ist ein wandernder Krieger, der sich berufen fühlt, die seltensten und ungewöhnlichsten aller Tiere zu jagen. Der Jäger hat eine ganze Sammlung weißer Tierfelle in seinem Tipi und möchte seine Sammlung durch Schneeballs Fell erweitern. Er ist dabei mehrmals mit Yakari zusammengestoßen und sieht in ihm eine ernste Bedrohung. Gespannter Bogen ist eine eher unsympathische Person, die mit anderen Menschen sehr rau und hart umgeht. Er gilt obendrein als brutal und hinterlistig.
- Großer Bogen ist ebenso ein wandernder Jäger. Allerdings ist er im Gegensatz zu Gespannter Bogen von hünenhafter Gestalt. Außerdem ist er stumm. Er ist ein Freund von Yakaris Stamm, aber kein Stammesmitglied. Er half Yakari beim Zähmen von Freie Wolke.
- Müder Krieger ist ein Indianer des Stammes. Er fällt durch seine langsame Reaktionsgeschwindigkeit auf; bis er auf ein Ereignis reagiert, ist oft schon ein anderes eingetreten.
- Fettauge schläft immer neben einem Zelt.

### Tiere
- Großer Adler ist ein Weißkopfseeadler und Yakaris Totem, das Yakari mit seiner Klugheit und mit seinem Rat unterstützt. Er hat Yakari die Gabe verliehen, die Sprache der Tiere zu sprechen. Großer Adler taucht nicht in allen Geschichten von Yakari auf, er ist allerdings das Symbol von Yakaris Stärke und Kraft. Er scheint ausgesprochen weise und intelligent zu sein, was sich auch in seinen Botschaften zeigt.
- Kleiner Donner ist ein weiß-schwarz geflecktes Pony und Yakaris bester Freund. Kleiner Donner unterstützt Yakari und hilft ihm, wenn er an seinen Fähigkeiten zweifelt. Er ist schnell und sehr mutig – außer es gewittert. Er ist eigentlich die zweite Hauptfigur neben Yakari.
- Großer Grauer ist das Pony von Regenbogen
- Schneller Blitz ist das Pony von Kleiner Dachs
- Nanaboso ist ein Kaninchen, das die Fähigkeit besitzt, magische Meisterstücke auszuführen. Zudem ist er Regenbogens Totem. Er tritt in den Geschichten meist eher gegen Ende auf. Nanaboso hat Regenbogen und Yakari schon zu vielen Reisen mitgenommen und sie Dinge aus prähistorischer Zeit gelehrt.
- Die Biber sind lustige Gesellen, die Yakari oft begegnen. Vor allem Lindenbaum, ein junger Biber, versteht sich sehr gut mit Yakari.
- Schneeball ist ein schneeweißer Bär, der von Gespannter Bogen oft verfolgt wird, aber Yakari konnte ihn immer retten.
- Knickohr heißt der Hund des Stammes. Der gewiefte Hund ist Yakari immer einen Schritt voraus.
- Krickrack ist der Anführer der Rabentruppe die hin und wieder mal was anstellen.

## Veröffentlichung
In französischer Originalsprache besteht die Serie aus 39 Bänden, die seit 1999 vom belgischen Comicverlag Le Lombard als Hardcover herausgegeben werden, Band 39 ist im Oktober 2016 erschienen. Davor erschien es bei Editions 24 Heures für den schweizerischen, bei Rossel für den belgischen sowie bei Dargaud für den französischen Markt. Band 39 ist der letzte, welcher durch den Miterfinder Jobin produziert wurde, die Arbeit soll durch Joris Chamblain weitergeführt werden.
In deutscher Sprache wurde Yakari ab 1974 durch den Verlag Schweizer Jugend in Olten übersetzt. Für den Markt in Deutschland, später auch in der Schweiz, wurden 26 Bände zwischen 1977 und 2001 von Carlsen Comics als Softcover herausgegeben, seit Juli 2006 erschienen weitere zehn Bände als Softcover bei Salleck Publications, seit 2009 führt dieser Verlag die Bände zudem auch in neuer Edition als Hardcover. Die deutschen Ausgaben weisen das gleiche Cover wie die französischen auf.
In englischer Sprache wurden seit 2005 17 Bände bei Cinebook veröffentlicht.

## Fernsehserien
1983 wurde von Graphoui eine 52-teilige Fernsehserie mit je fünf Minuten auf Grundlage des Comics produziert. Diese wurde ab dem 13. September 1983 von Antenne 2 in Frankreich ausgestrahlt.
2005 folgte die Produktion einer zweiten Fernsehserie durch 2 Minutes, Belvision, Radio Télévision Belge Francophone (RTBF) und Storimages. Produzentin war Delphine Pialot. Die 78 Folgen mit je 12 Minuten wurden ab dem 24. Dezember 2005 von France 3 in sieben Staffeln in Frankreich ausgestrahlt. Im März 2008 startete die Fernsehserie auf KiKA in deutscher Sprache. Die 78 Folgen verteilen sich dabei auf zwei Staffeln. Seit 2013 wurden weitere 26 Folgen gedreht, die Ausstrahlung auf KiKA begann 2014 als Staffel 3. Ab Dezember 2016 wurden noch einmal weitere 26 neue Folgen als Staffel 4 im KiKA ausgestrahlt, was die Gesamtanzahl der Episoden auf 130 vergrößerte und ab November 2017 noch einmal 26 als Staffel 5. Die beiden letzten Staffeln (4 und 5) sind auf Netflix verfügbar, jedoch in vermischter Reihenfolge und immer zwei Folgen kombiniert (Stand: Frühjahr 2020).

### Episodenliste
Siehe Yakari/Episodenliste.

## Kinofilm
Eine deutsch-französisch-belgische Kinofilm-Adaption im selben Zeichentrickstil der zweiten Fernsehserie startete am 29. Oktober 2020 in den Kinos. Regie führten Toby Genkel und Xavier Giacometti.
Der Film spielt vor den Ereignissen der Fernsehserien. Er erzählt, wie Yakari die Fähigkeit erlangt, mit Tieren sprechen zu können, und wie er Freundschaft mit Kleiner Donner schließt.

## Musicals

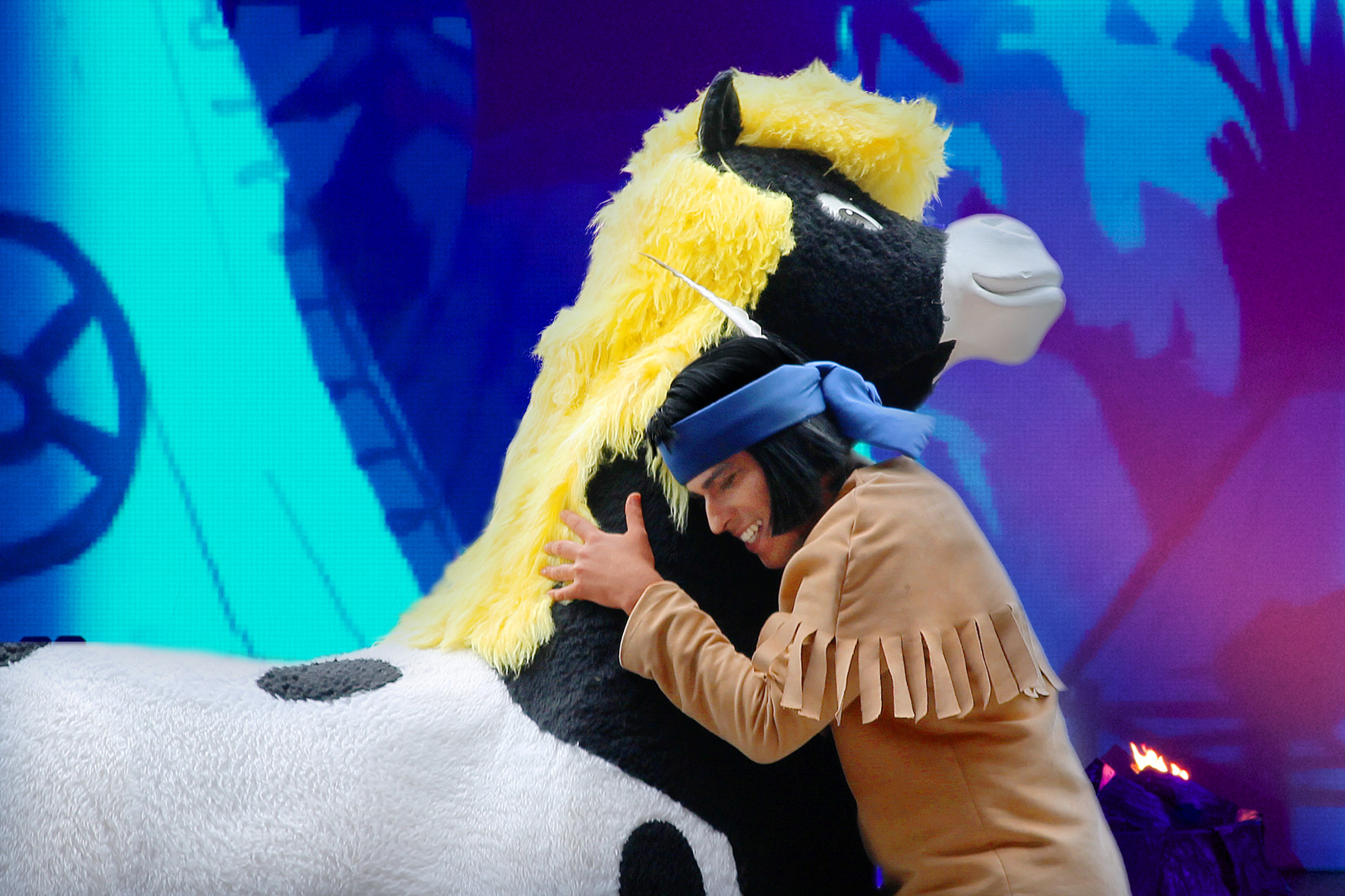
Yakari Musical Szenenfoto

2013 wurde das Kindermusical Yakari – Freunde fürs Leben des Komponisten Thomas Schwab in der Liederhalle Stuttgart uraufgeführt. Regie führt die Film- und Theaterwissenschaftlerin Andreana Clemenz. Die Choreografie verantwortet Alex Burgos. Die CD zum Musical erschien am 29. März 2013. Eine Live-DVD, die am 19. April 2013 in der Arena Trier aufgezeichnet wurde, erschien am 13. September 2013. 2013 und 2014 wurde das Musical 74 Mal in Deutschland und in der Schweiz sowie auf der Freilichtbühne in Elspe aufgeführt. 2015 folgt eine Tournee durch 30 Städte mit insgesamt 58 Shows.
2019 wurde das Kindermusical Yakari 2 – Geheimnis des Lebens aufgeführt.

## Sprecher
Die Synchronisation der zweiten Fernsehserie wird seit 2008 von der Studio Hamburg Synchron GmbH erstellt.
Dialogregie führte Sascha Draeger.
Die deutschen Dialogbücher stammen von Stefan Eckel und Ulrich Georg.

| Figur                                            | Originalsprecher | Deutscher Sprecher |
| ------------------------------------------------ | ---------------- | ------------------ |
| Yakari                                           | Pierre Casanova  | Mia Diekow         |
| Regenbogen Arc-en-Ciel                           | Camille Donda    | Julia Fölster      |
| Kleiner Dachs Graine de Bison                    | Jackie Berger    | Patrick Bach       |
| Kleiner Donner Petit Tonnerre                    | Olivier Martret  | Mark Seidenberg    |
| Großer Adler Grand Aigle                         | Jean Barney      | Wolf Frass         |
| Yakaris Vater, Kühner Blick Regard-Droit         | Stéphane Godin   | Eberhard Haar      |
| Yakaris Mutter, Schimmernde Zöpfe Tresse de nuit | Valérie Siclay   | Marion von Stengel |
| Stolze Wolke                                     |                  | Christian Stark    |
| Träumender Bär                                   |                  | Holger Mahlich     |
| Stiller Fels                                     |                  | Achim Schülke      |

## Spielzeugfiguren

Yakari-Figuren der Firma Schleich (1984).

Die Firma Schleich hat 1984 Sammelfiguren zu der Comicserie Yakari herausgebracht.
- Yakari mit Häuptlingshaube, wie auf Band 1 abgebildet
- Yakaris Totem „Großer Adler“
- Yakaris Pony „Kleiner Donner“
- Yakari winkend
- der Biberjunge Lindenbaum
- das Indianermädchen Regenbogen
- der Indianerjunge Kleiner Dachs
- ein Tipi, aus sechs Teilen zusammengesteckt

Außerdem gab es von Playmobil min. ein Set zu Yakari.

## Ausstellungen
- 2014: Go West! Der Blick des Comics gen Westen. Special: Der Westschweizer Zeichner Derib und sein Kultwerk Yakari., Cartoonmuseum Basel.[15]